# Comté de Forest (Pennsylvanie)
Pour les articles homonymes, voir Comté de Forest.
Le comté de Forest, en anglais : Forest County, est un comté de l'État de Pennsylvanie. Au recensement de 2020, le comté compte 6 973 habitants, ce qui en fait le comté le moins peuplé de l'État. Il a été créé le 11 avril 1848, à partir du comté de Jefferson. Le 31 octobre 1866, une partie du comté de Venango a été incorporée à celui de Forest. Le siège du comté se situe à Tionesta.

## Démographie
| Groupe            | Comté de Forest | Pennsylvanie | États-Unis |
| ----------------- | --------------- | ------------ | ---------- |
| Blancs            | 75,7            | 73,5         | 58         |
| Latino-Américains | 4,6             | 8,1          | 19         |
| Afro-Américains   | 17,7            | 10,5         | 12,1       |
| Asiatiques        | 0,2             | 3,4          | 6,2        |
| Métis             | 1,5             | 3,3          | 4,1        |
| Autres            | 0,05            | 0,4          | 0,5        |
| Amérindiens       | 0,1             | 0,1          | 0,9        |
| Océano-américains | 0               | 0,02         | 0,2        |
| Total             | 100             | 100          | 100        |

## Éducation

### Districts scolaires
- Forest Area School District

### Liens  externes
- Site officiel
- Notices d'autorité :   - VIAF
  - LCCN
  - Israël
  - WorldCat
- Ressource relative à la géographie :   - Geographic Names Information System